# Monetarisme

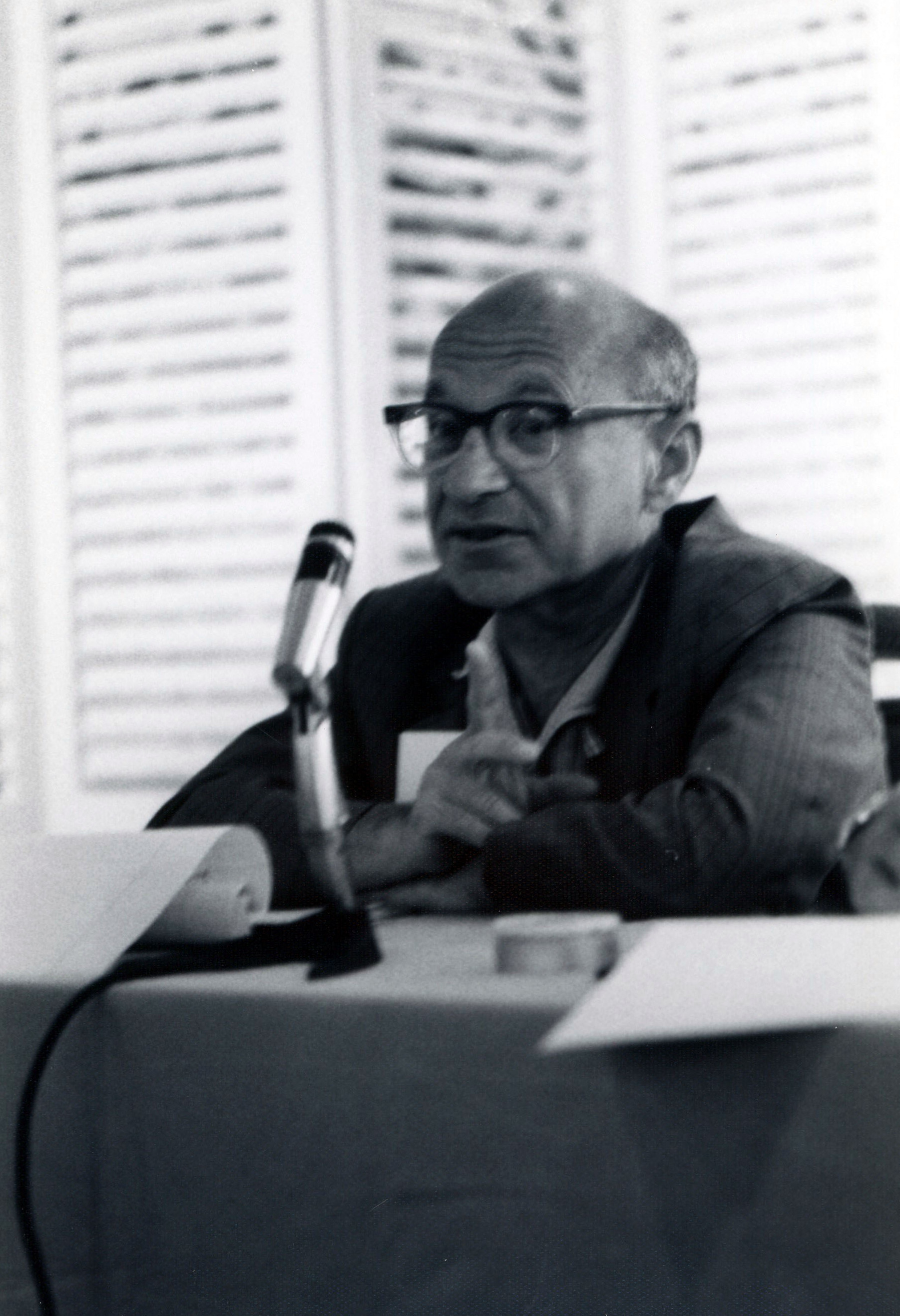
Nobelprijswinnaar Milton Friedman (1912-2006) staat bekend als belangrijkste exponent van de monetaristische school.

Monetarisme is een verzameling denkbeelden over het nationaal inkomen en de economie van het geld. Het monetarisme concentreert zich op de vraag en aanbod van geld, als een primaire manier waarop economische activiteit kan worden geregeld. Inflatie wordt bijvoorbeeld gezien als een verschijnsel dat optreedt als het aanbod aan geld groter is dan de vraag.
Monetaristen kennen dan ook een grote rol toe aan het geld in het economisch verkeer. Zij zijn bang dat door de vergroting van de geldhoeveelheid de inflatie wordt aangewakkerd.

## IS-LM-model bij monetaristische school
Op het IS-LM-model hebben zij ook een totaal andere visie. Volgens de monetaristische school loopt de LM-kromme (geldaanbod) verticaal, in tegenstelling tot het horizontale verloop bij de Keynesiaanse school. Kortweg is de monetaristische theorie rond het IS-LM-model als volgt:
1. op budgettair gebied: door een stijging van de vraag moeten in principe de investeringen (IS-curve) naar rechts, maar aangezien de LM-curve perfect verticaal loopt, gaat bij een stijging van de geldaanbiedingen (-afnemingen) de intrestvoeten (op de y-as) stijgen, met als gevolg dat de bedrijven hun investeringen en aanboduitbreiding gaan afkoelen, waardoor het vorige, stabiele evenwicht van het bnp (op de x-as) in verhouding met een stabiele rente (op y-as).
2. op monetair gebied: als de geldaanbiedingen stijgen (monetaire expansie), met andere woorden, de LM-curve verschuift, evenwijdig met de vorige toestand, naar onder, terwijl de investeringen hetzelfde blijven, heeft dat lagere rente tot gevolg, waardoor nu niet de bedrijven, maar de particuliere investeerders en beleggers zullen zorgen voor een vernieuwd evenwicht, namelijk door meer te gaan beleggen (investeren), wat voor een multiplicator-effect zorgt, waardoor de vraag naar geld veel sneller zal toenemen dan aanvankelijk de breedte van de monetaire expansie, waardoor er weer een nieuw evenwicht zal ontstaan bij het voormalige evenwichtspunt, tegen een verhoogde rente (reactie van de centrale bankier).

Het is dus duidelijk dat monetaristen in de eerste plaats bezorgd zijn om de inflatoire toestand van een economie, eerder dan de versnelde groei; zij plaatsen een stabiele, gestage groei van de rente, evenredig met de economische groei, in de plaats van een massa-expansie, zoals de Keynesianen die zagen (zonder renteverhogingen).

## Verhouding tot andere scholen
Het monetarisme wordt gerekend tot de neoliberale scholen. Het is hierin echter niet de enige school.

### De aanbodeconomie
Het monetarisme van Milton Friedman en anderen is verwant aan, maar niet hetzelfde als de aanbodeconomie van onder andere Robert Mundell. De overeenkomst is vooral gelegen in de positieve waardering van zware belastingverlagingen. Monetaristen beschouwen alleen belastingverlagingen als niet genoeg voor een stabiele groei. Vandaar de spanningen met de aanbodeconomen, die ervan uitgaan dat belastingverlagingen voldoende zijn om te zorgen voor stabiele economische vooruitgang.

### Oostenrijkse School
Het is onjuist om de Chicagoschool van de monetaristen over dezelfde kam te scheren als de Oostenrijkse economische school, of anders gezegd: Friedman hetzelfde als Friedrich Hayek; dit is evenwel niet zo,
de Oostenrijkse economen gaven zelfs vaak ernstig commentaar op de monetaristen, omdat zij vinden dat de geldomloop ook door particulieren gedaan zou moeten worden, ook volgens de principes van de markt, namelijk via vraag en aanbod, de Oostenrijkse economen en Hayek vooral, bezien deze uitkomst van groei aan geldhoeveelheid, en de door de markt bepaalde rente, als de natuurlijke rente, dat wat de markt echt wil; zij bezien de absolute macht van de centrale bank, zoals de monetaristen die voorstaan, als valse rente, omdat ze vinden dat wanneer de rente hoog staat, de markt veel minder rente vraagt, en wanneer de rente laag staat, ze in feite als hoog op de markt aangezien wordt, waardoor in feite de markt en de investeerders niet goed en onzeker kunnen functioneren. Deze scholen zijn over deze kwestie dus fundamenteel oneens.

## Uitvoering
De ideeën van de monetaristen werden vanaf de jaren 70 in de praktijk gebracht door diverse westerse landen. Een van de eerste Europese landen die dat deden was het Verenigd Koninkrijk onder Margaret Thatcher, vanaf 1979 (zie ook thatcherisme). Monetarisme verving hier een al eerder losgelaten keynesiaans beleid dat volledige werkgelegenheid probeerde te bewerkstelligen door overheidsingrijpen. Het keynesiaanse monetaire beleid was ad hoc, aangepast aan deze doelstelling, terwijl dat de monetaristen aan vaste regels was gebonden. Gelijktijdig vond een opleving van economisch liberalisme plaats, die raakvlakken met het monetaristisch ideaal vertoonde: in beide werd de overheid aan strenge regels gebonden, zij het om verschillende redenen.

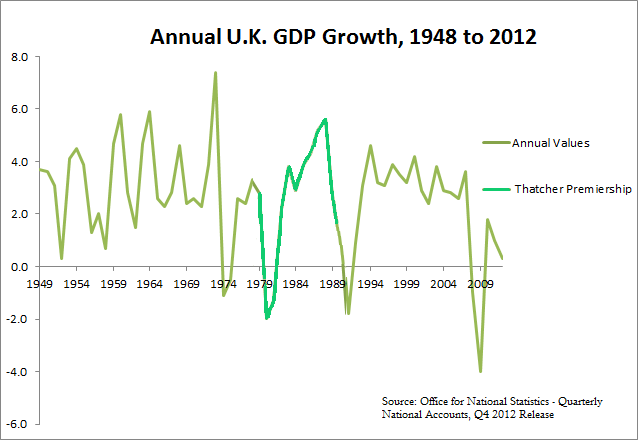
Jaarlijkse groei van de Britse economie, 1948-2012. Thatcherjaren in helder groen.

Friedman zelf werd adviseur voor de regering-Thatcher. Het monetarisme werd echter na een paar jaar zelf weer losgelaten, toen bleek dat de voorspellingen van Friedman c.s. niet uitkwamen: in plaats van een lage inflatie en een "natuurlijke werkloosheid" kwam het VK in de tweede helft van 1980 terecht in een diepe recessie en een toestand van massawerkloosheid. Nadat Thatcher de strenge regels van de monetaristen liet varen, krabbelde de economie weer op.
Fed-voorzitters Alan Greenspan en Ben Bernanke voerden duidelijk een monetaristische politiek; ook de oud-ECB-voorzitter Trichet voerde een monetaristische tactiek. Er zijn wel wat kleine verschillen tussen de Fed en de ECB: de Fed neemt beslissingen zonder ze vooraf aan te kondigen, de ECB doet dat wel, maar Bernanke, voerde wel een iets meer aankondigend beleid dan zijn voorganger Greenspan.